# يان هاينس

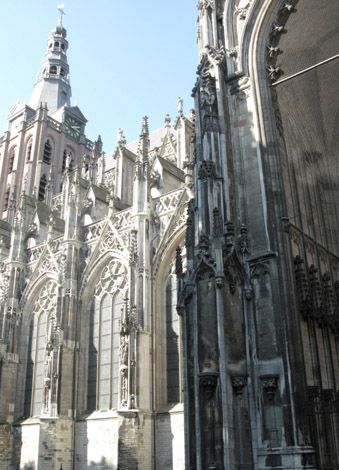
كاتدرائية سان جون، سيرتوخيمبوس.

يوهانس «يان» هاينس (؟؟14 في بروج – 1516 في سيرتوخيمبوس) كان مهندساً معمارياً من الفلامون-برابنت، هولندا.